# Layla AlAmmar
Layla AlAmmar (arabisch ليلى العمار, DMG Lailā al-ʿAmmār) ist eine aus Kuwait stammende Schriftstellerin und Akademikerin.

## Leben
AlAmmar wuchs in Kuwait auf und studierte Kreatives Schreiben an der Universität Edinburgh. Sie hat in The Evening Standard, Quail Bell Magazine, The Red Letters St. Andrews Prose Journal und Aesthetica Magazine veröffentlicht, wo sie Finalistin des Creative Writing Awards 2014 war. Im Jahr 2018 war sie als British Council International Writer-in-Residence beim Small Wonder Short Story Festival. Ihr Debütroman The Pact We Made stand auf der Longlist des Best First Novel Awards 2020. Ihr zweiter Roman, Silence is a Sense, erscheint 2023 in Deutscher Übersetzung unter dem Titel Das Schweigen in mir bei GOYA. Derzeit lebt AlAmmar in Großbritannien. Sie promoviert an der Lancaster University über arabische Frauenliteratur.

## Romane
- Layla AlAmmar: The Pact We Made, Harper Collins Publishers, 2020
- Layla AlAmmar: Das Schweigen in mir, GOYA, Hamburg 2023, ISBN 978-3-8337-4424-2